# Li Jiao
Li Jiao (chiń. 李佼; ur. 15 stycznia 1973 w Qingdao) – holenderska tenisistka stołowa pochodzenia chińskiego, sześciokrotna mistrzyni Europy.
W mistrzostwach Europy siedmiokrotnie zdobywała medale. Największy indywidualny sukces odniosła w 2007 w Belgradzie zdobywając złoto w grze pojedynczej. W 2011 powtórzyła to osiągnięcie.
Czterokrotna zwyciężczyni prestiżowego turnieju Europa Top 12 (2007, 2008, 2010, 2011).
Startowała bez większych sukcesów w igrzyskach olimpijskich w Pekinie w 2008 (przegrała w 4. rundzie z Chinką Guo Yue) i mistrzostwach świata, gdzie najlepszy wynik osiągnęła w Szanghaju (2005) osiągając ćwierćfinał w grze pojedynczej.
- miejsce w światowym rankingu ITTF: 320. (wrzesień 2018)